# Tabanović (Mionica)
Tabanović (Mionica) (em cirílico: Табановић) é uma vila da Sérvia localizada no município de Mionica, pertencente ao distrito de Kolubara, na região de Kolubara Podgorina. A sua população era de 352 habitantes segundo o censo de 2011.

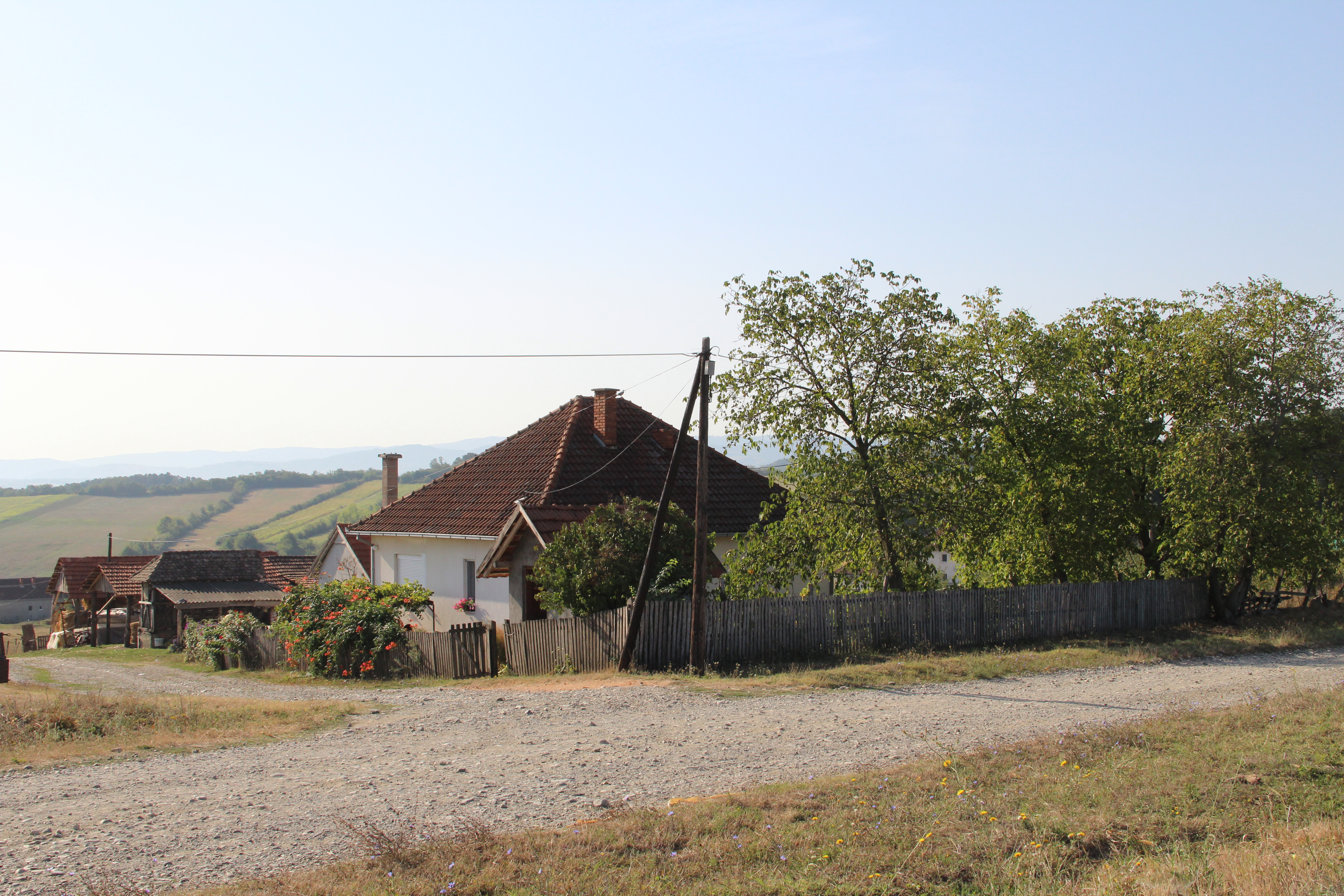
Tabanović - Panorama
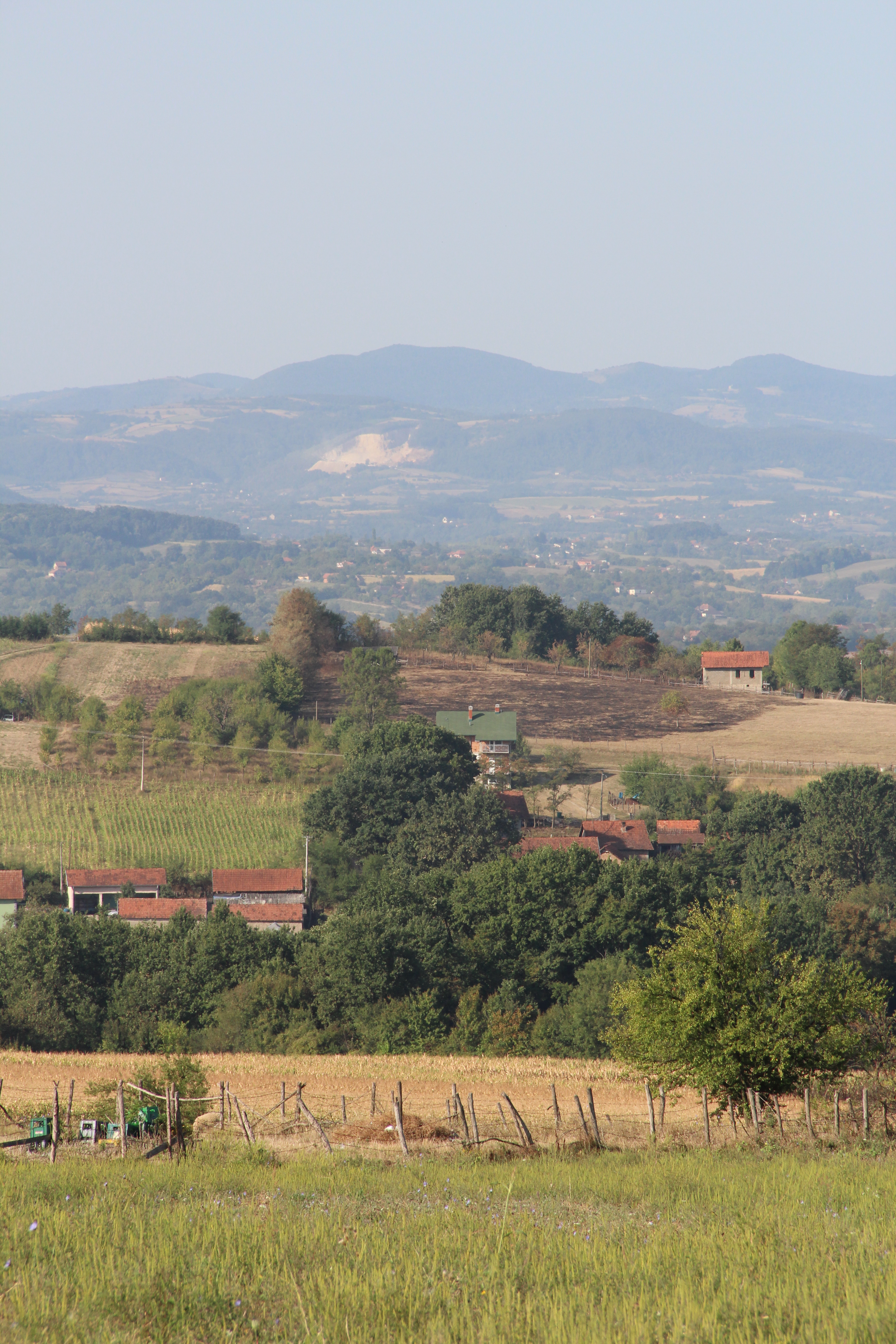
Tabanović - Panorama
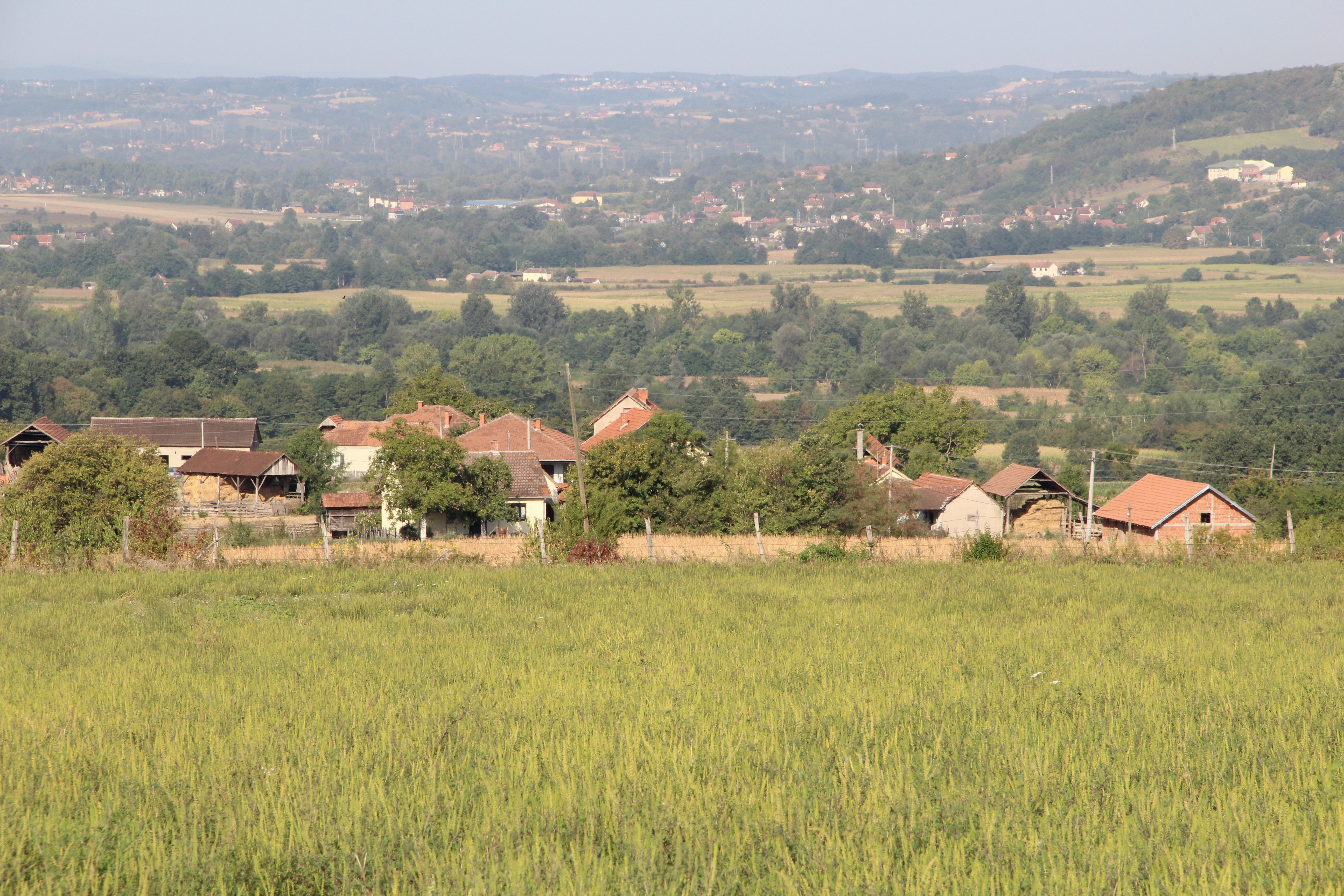
Tabanović - Panorama
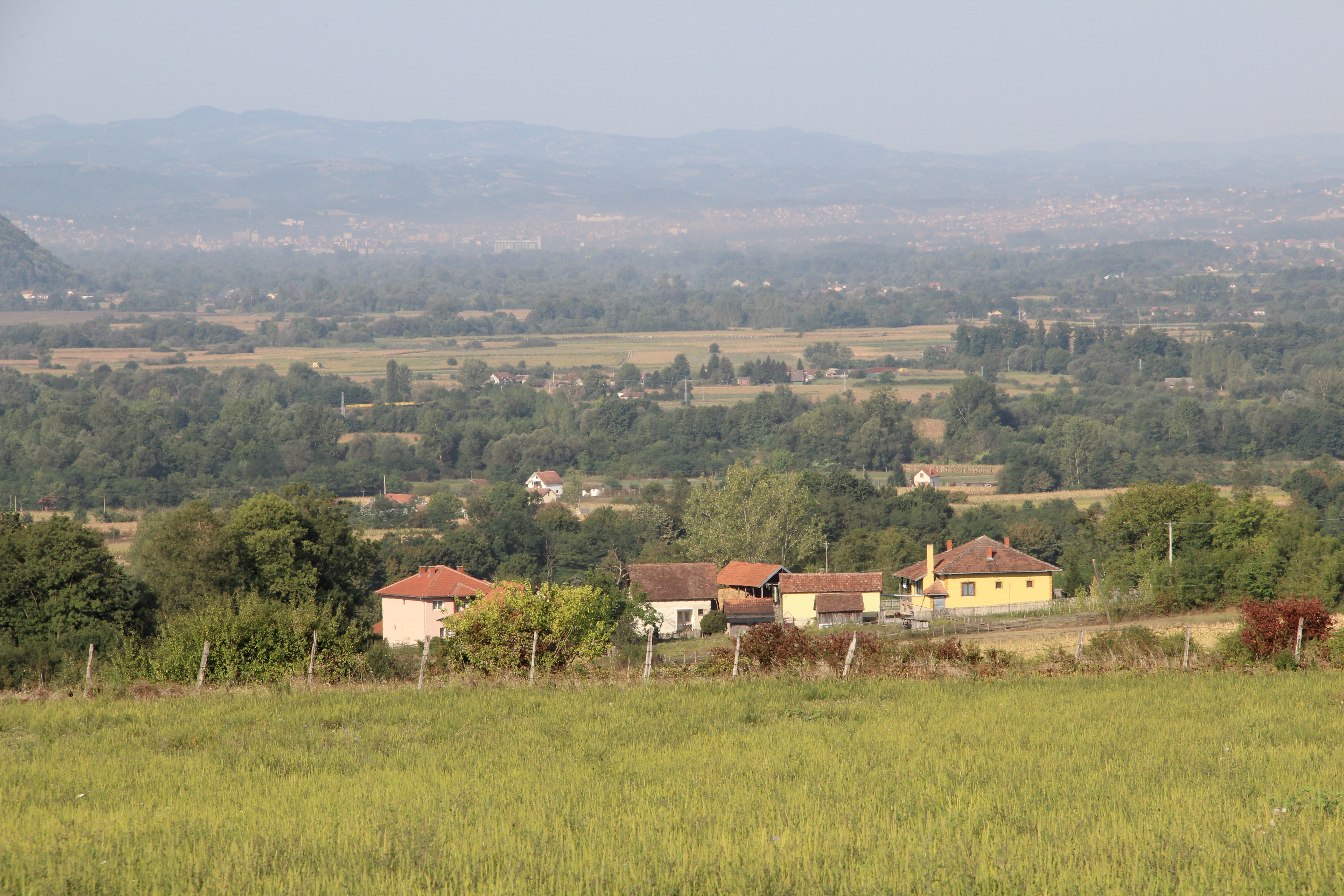
Tabanović - Panorama
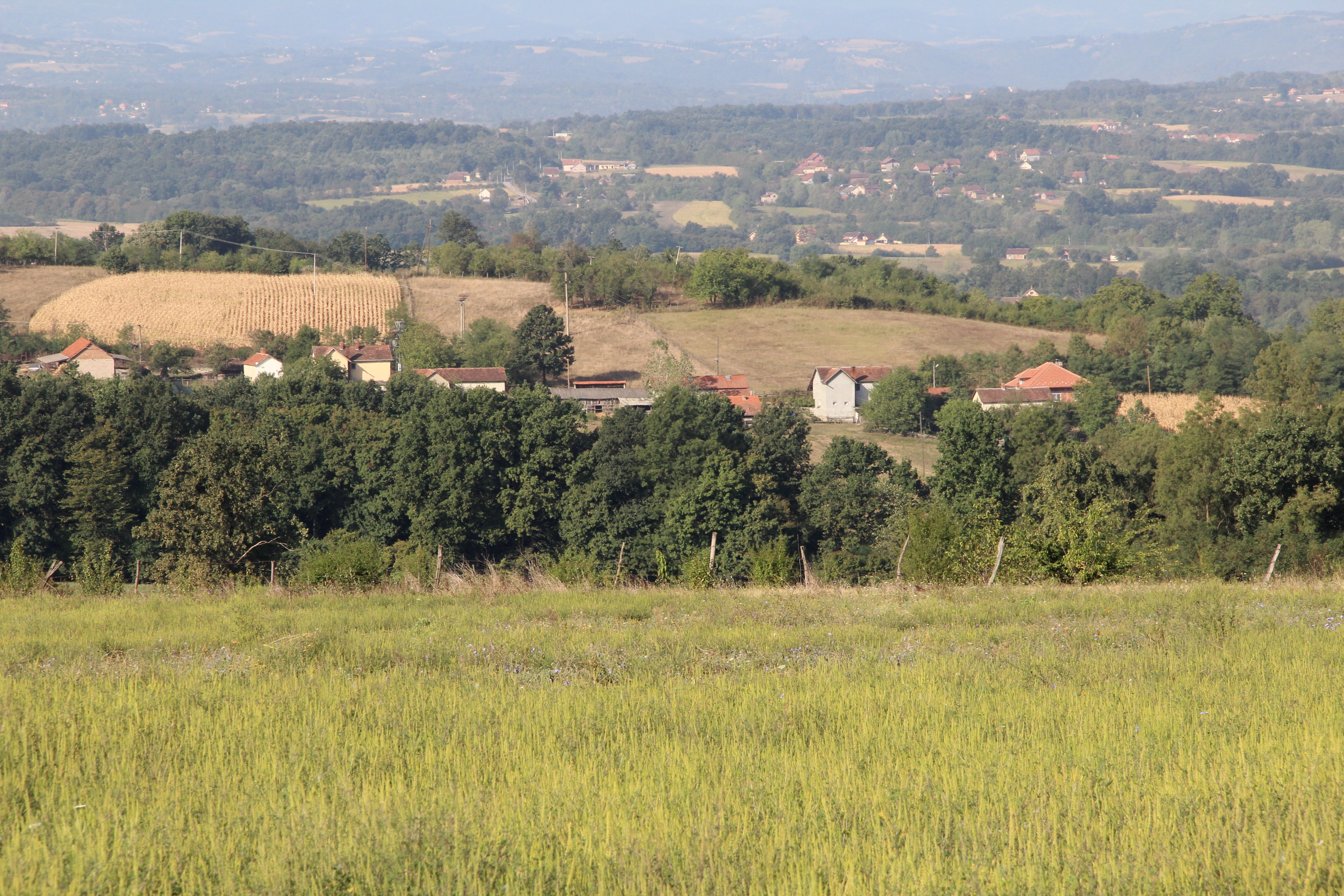
Tabanović - Panorama
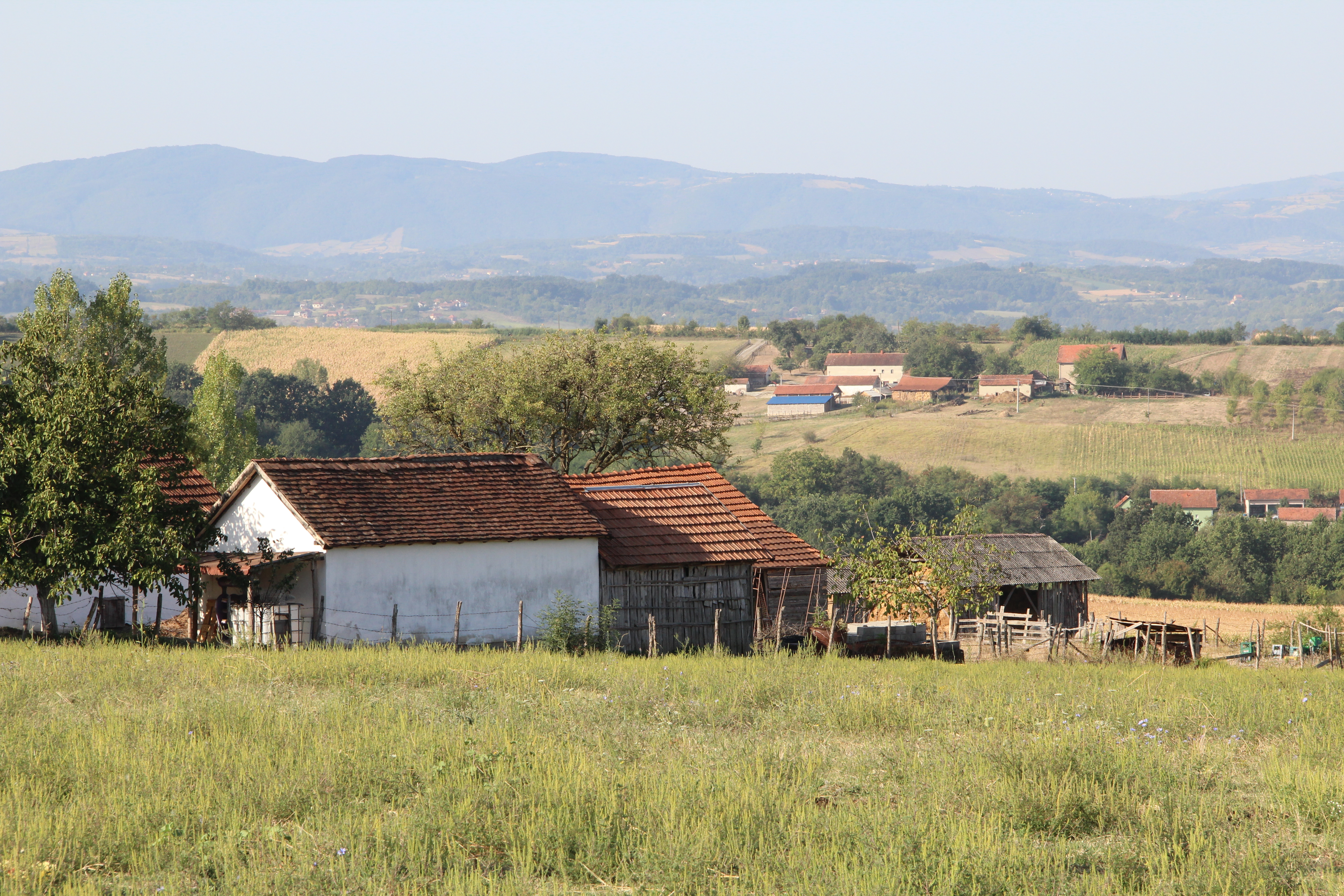
Tabanović - Panorama
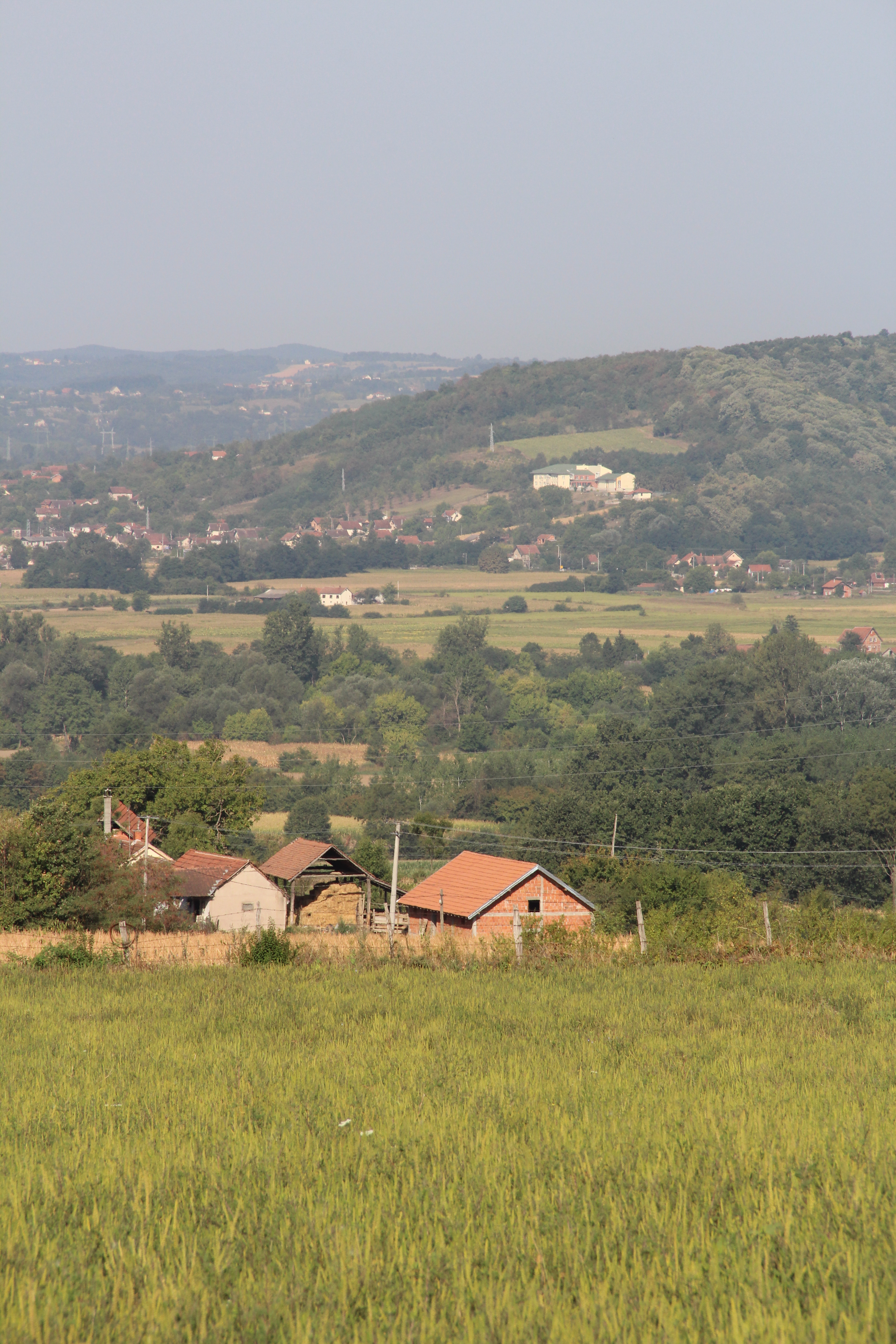
Tabanović - Panorama
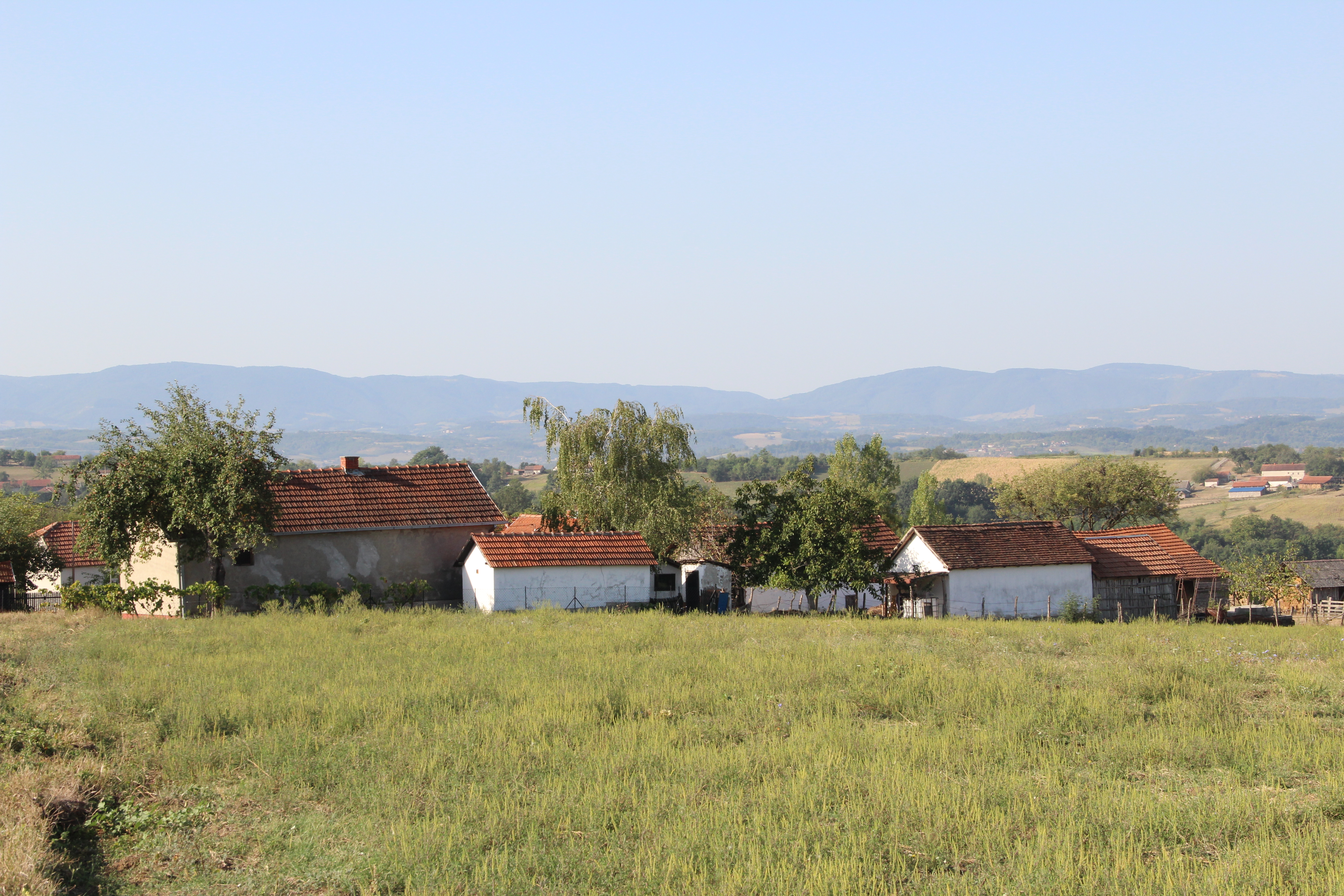
Tabanović - Panorama

## Demografia
| 1948 | 1953 | 1961 | 1971 | 1981 | 1991 | 2002 | 2011 |
| ---- | ---- | ---- | ---- | ---- | ---- | ---- | ---- |
| 548  | 539  | 475  | 471  | 453  | 398  | 388  | 352  |